# Anton Verovšek
Anton Verovšek, slovenski igralec, režiser in organizator, * 18. januar 1866, Ljubljana, † 20. december 1914, Ljubljana.
Verovšek sodi med naše prve poklicne gledališke igralce, slovel je kot izjemen interpret komičnih karakternih vlog. Bil je tudi izredno priljubljen igralec. Zanj je Etbin Kristan spisal dramo Samosvoj.

## Življenje
Nastopati je začel v Ljubljani na Rokodelskem odru. Leta 1887 je postal član Slovenskega dramskega gledališča, kjer je po odhodu Ignacija Borštnika postal tudi režiser in pedagog. V začetku 20. stoletja je nekaj časa vodil gledališče in dramsko šolo v Trstu (1907–1910), se vrnil v Ljubljano in leta 1913 zaradi bolezni (jetike) končal svojo gledališko pot.
V Ljubljani je nastopil v približno 400 vlogah, mdr. tudi v vlogi Župnika na krstni predstavi Cankarjeve drame Kralj na Betajnovi.  
Kot režiser je režiral brez večjega uspeha, včasih zaradi nujnosti tudi opere.
Po njem se imenuje ulica v Spodnji Šiški v Ljubljani, pred ljubljansko Opero pa stoji njegov doprsni kip.

## Najodmevnejše vloge
- Dunja (Sen kresne noči)
- Gobbo starejši (Beneški trgovec)
- Falstaff (Vesele žene Windsorske)
- Krjavelj (Govekarjeva dramatizacija Jurčičevega romana)
- Martin Krpan (Govekarjeva dramatizacija Levstikove povesti)